# La Zona del Metal
La Zona del Metal fue un programa de radio de Quito, Ecuador conducido por Andrea Zumárraga, Santiago Parra y Aracely Rea. Durante su época de mayor recepción, se transmitía los días domingos por la desaparecida radio La Luna 99.3 FM, entre las 18h00 y las 20h00. Tras un paréntesis de varios años, volvió a emitirse por internet a través de la página Rocknight.com.ec.
El programa se caracterizó por difundir obras musicales nacionales e internacionales en los géneros del hard rock, heavy metal, power metal, death metal, thrash metal, black metal, hardcore, punk y otros sonidos extremos.

## Historia
El show arrancó como un segmento de heavy y power metal, conducido por Hugo Beltrán, dentro del espacio radial Estruendosis de la desaparecida Impacto 106.5 FM de Quito. El 1 de agosto de 1996, el programa empieza a ser emitido por radio Planeta, 91.3 FM, sumando a Aracely Rea, Andrea Zumárraga y posteriormente Santiago Parra, de 21h00 a 00h00. En 1999, La Zona del Metal se cambia temporalmente a la radio XS (Exes) 94.9 FM, entre 2000 y 2011 se transmite por radio La Luna, durante 2011 en la franja Prohibido Prohibir de Radio Pública del Ecuador y entre 2012 y 2015 por la emisora municipal Distrito FM.
En 1999 y en colaboración con el sello ecuatoriano Subterra Records, el programa editó un disco compilatorio con los grupos locales Basca, Blaze, CRY, Falc, Juan Carlos Velasco, Amazon Rock Vital, Sparta y Wizard, a la vez que lanza su revista impresa homónima en el año 2000. El programa radial editaría otros tres discos compilatorios con bandas nacionales en 2001, 2006 y 2011. En 2003, su productor y conductor Hugo Beltrán, falleció en un accidente de tránsito.